# ノンフィクションW
『ノンフィクションW』は、WOWOWで放送されているドキュメンタリー番組である。
2009年より放送。
「大人の知的好奇心を刺激するWOWOWオリジナル・ノンフィクション・エンターテインメント」をキャッチフレーズに、毎週様々な人物や事象などを取り上げる。

## 出演者
- 案内人 - 遠藤憲一。

## 放送時間
- 毎週月曜22：00 - 22：50
- 毎週土曜9：00 - 9：50（再放送）

## 特記事項
- 『ノンフィクションW　萩本欽一 73歳 覚悟の舞台へ〜「THE LAST ほめんな ほれんな とめんな」完全密着〜』が、第5回衛星放送協会オリジナル番組アワード オリジナル番組賞 最優秀賞（ドキュメンタリー部門）を受賞[1]。